# 20 Ophiuchi
20 Ophiuchi är en gulvit underjättestjärna (spektraltyp F6IV) i stjärnbilden Ormbäraren. Dess skenbara magnitud är 4,64, och den är belägen cirka 104 ljusår bort, baserat på parallaxmätningar. Den ligger i närheten av stjärnan Zeta Ophiuchi.
20 Ophiuchi är en astrometrisk binär. Den primära stjärnan är en F-typsunderjätte som har en massa på 1,72 gånger solens. Den följeslagna stjärnan stör regelbundet den primära stjärnan, och har en beräknad omloppstid på 35,5 år. Den sekundära stjärnan har en massa på 0,8 gånger solens, och är antingen en vit dvärg eller röd dvärg.